# Asemum caseyi
Asemum caseyi är en skalbaggsart som beskrevs av Linsley 1957. Asemum caseyi ingår i släktet Asemum och familjen långhorningar. Inga underarter finns listade.